# USS Gambier Bay (CVE-73)
Авіаносець «Гемб'єр Бей» (англ. USS Gambier Bay (CVE-73)) — ескортний авіаносець США часів Другої світової війни, типу «Касабланка».

## Історія створення

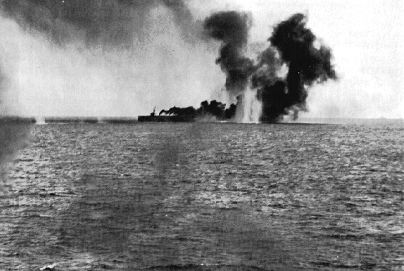
Палаючий авіаносець «Гемб'єр Бей»

Авіаносець «Гемб'єр Бей» був закладений 10 липня 1943 року на верфі Kaiser Shipyards у Ванкувері. Спущений на воду 22 листопада 1943 року, вступив у стрій 3 січня 1944 року.

## Історія служби
Після вступу в стрій авіаносець «Гемб'єр Бей» брав участь в десантній операції на Маріанські острови (червень-липень 1944 року), о. Моротай (вересень 1944 року), о. Лейте (19-25.10.1944 року).
25 жовтня 1944 року під час битви біля острова Самар (основна фаза битви в затоці Лейте) авіаносець «Гемб'єр Бей» був потоплений артилерійським вогнем японських важких крейсерів «Хагуро», «Тоне» та «Чокай». Втрати екіпажу склали 100 чоловік.